# Abdal Hakim Murad
Abdal Hakim Murad (15. svibnja 1960.), rođen kao Timothy John Winter, muslimanski je učenjak, istraživač, pisac i akademik. Dekan je Muslimanskog koledža u Cambridgeu (Ujedinjeno Kraljevstvo) koji obučava imame za britanske džamije. Godine 2010. jordanski Kraljevski centar za islamske strateške studije proglasio ga je najutjecajnijim britanskim muslimanskim mislitelj.
Murad je sunija, hanefija u fikhu, eš'arija u akidi.

## Obrazovanje
Winter se školovao u Westminster školi i 1983. godine diplomirao arapski na Pembroke sveučilištu u Cambridgeu. Nastavio je studirati na Sveučilištu Al-Azhar u Kairu i dalje privatno s pojedinačnim znanstvenicima u Saudijskoj Arabiji i Jemenu. Nakon povratka u Englesku studirao je turski i perzijski na Sveučilištu u Londonu. Jedno je vrijeme upijao znanje od šejha Fejzulaha Hadžibajrića u Sarajevu.

## Djelovanje
Winterov rad uključuje publikacije o islamskoj teologiji i muslimansko-kršćanskim odnosima. Godine 2003. nagrađen je nagradom Pilkington Teaching Prize Sveučilišta u Cambridgeu, a 2007. godine nagrađen je nagradom kralja Abdulaha I. za islamsku misao za svoju kratku knjižicu Bombardiranje bez mjesečine. 
Osnivač je i voditelj projekta izgradnje džamije u Cambridgeu za do 1000 vjernika. Vodi Anglo-Muslim Fellowship za istočnu Europu i Sunna Project koji je objavio najistaknutija znanstvena arapska izdanja glavnih sunijskih zbirki hadisa. On služi kao tajnik Muslimanskog akademskog fonda. Murad je aktivan u prevođenju ključnih islamskih tekstova na engleski jezik uključujući prijevod dvaju svezaka Ihja 'ulumu-d-din (Oživljavanje vjerskih nauka) islamskog učenjaka el-Gazalija.
Suradnik za BBC Radio 4 Thought for the Day. Jedan je od potpisnika Zajedničke riječi između nas i vas, otvorenog pisma islamskih učenjaka kršćanskim vođama koje poziva na mir i razumijevanje.

## Politički stavovi

### Islamofobija
Murad je kritizirao izraz "islamofobija" zbog njegove implikacije da se neprijateljstvo prema islamu i muslimanima temelji na rasnom ili plemenskom strahu, a ne na neprijateljstvu prema njihovoj samoj vjeri. Osudio je rastuće neprijateljstvo prema islamu u Europi i sugerirao da ga potiče gubitak vjere i tradicije unutar same Europe.

### Pogledi na ekstremizam
Murad je tradicionalist i smatra da su stavovi ekstremista poput Al-Qaide vjerski nelegitimni i neautentični. On osuđuje neuspjeh ekstremista te treba da se pridržavaju klasičnih kanona islamskog prava i teologije i osuđuje njihove fetve. On nedvojbeno odbacuje bombaške napade samoubojica i smatra da je ubijanje neboraca uvijek zabranjeno, napominjući da to neki izvori smatraju gorim od ubojstva. Prema Muradu, Osama bin Laden i njegova desna ruka Ayman al-Zawahiri su neislamski, nekvalificirani osvetnici koji krše osnovna islamska učenja.
Murad je kritičan prema zapadnoj vanjskoj politici jer izaziva bijes i ogorčenost u muslimanskom svijetu. Jednako je kritičan prema vehabijskoj ideologiji Saudijske Arabije, za koju vjeruje da ekstremistima daje teološki izgovor za njihov ekstremizam i nasilje.

## Privatni život
Muradov mlađi brat je nogometni pisac Henry Winter.

## Publikacije

### Knjige napisane
- Travelling Home: Essays on Islam in Europe (Cambridge: The Quilliam Press, 2020.)
- Gleams from the Rawdat al-Shuhada: (Garden of the Martyrs) of Husayn Vaiz Kashifi (Cambridge: Muslim Academic Trust, 2015.)
- Montmorency's Book of Rhymes Illustrated by Anne Yvonne Gilbert (California: Kinza Press, 2013.)
- Commentary on the Eleventh Contentions (Cambridge: Quilliam Press Ltd, 2012.)
- XXI Asrda Islom: Postmodern Dunyoda qiblani topish (Tashkent: Sharq nashriyoti, 2005.)
- Muslim Songs of the British Isles: Arranged for Schools (London: Quilliam Press Ltd, 2005.)
- Postmodern Dünya’da kibleyi bulmak (Istanbul: Gelenek, 2003.)
- Co-authored with John A. Williams, Understanding Islam and the Muslims (Louisville: Fons Vitae, 2002.)
- Understanding the Four Madhhabs: Facts About Ijtihad and Taqlid (Cambridge: Muslim Academic Trust, 1999.)

### Knjige uređene
- The Cambridge Companion to Classical Islamic Theology (Cambridge: Cambridge University Press, 2008.)
- Islam, Religion of Life by Abdul Wadod Shalabi (USA: Starlatch Press, 2006.)
- Co-edited with Richard Harries and Norman Solomon, Abraham’s Children: Jews, Christians and Muslims in Conversation (Edinburgh: T&T Clark/Continuum, 2006.)

### Prijevodi
- Imam el-Busejri, The Mantle Adorned (London: Quilliam Press, 2009.)
- Al-Eskalani Ibn Hadžer, Selections from Fath Al-Bari (Cambridge: Muslim Academic Trust, 2000.)
- Ebuu Hamid el-Gazali, Disciplining the Soul and Breaking the Two Desires (Cambridge: Islamic Texts Society, 1995.)
- Roger Du Pasquier, Unveiling Islam (Cambridge: Islamic Texts Society, 1992.)
- Imam el-Bejheki, Seventy-Seven Branches of Faith (London: Quilliam Press, 1990.)
- Ebu Hamid el-Gazali, The Remembrance of Death and the Afterlife (Cambridge: Islamic Texts Society, 1989.)

### Članci
- “America as a Jihad State: Middle Eastern Perceptions of Modern American Theopolitics.” Muslim World 101 (2011.): 394–411.
- "Opinion: Bin Laden's sea burial was 'sad miscalculation" CNN.com (9. svibnja 2011.).
- “Jesus and Muhammad: New Convergences.” Muslim World 99/1 (2009.): 21–38.
- “Poverty and the Charism of Ishmael.” In Building a Better Bridge: Muslims, Christians, and the Common Good, ur. Michael Ipgrave (Washington, DC: Georgetown University Press, 2009.).
- "Ibn Kemal (d. 940/1534) on Ibn 'Arabi's Hagiology." In Sufism and Theology, ur. Ayman Shihadeh (Edinburgh: Edinburgh University Press, 2007.).
- "The Saint with Seven Tombs." In The Inner Journey: Views from the Islamic Tradition, ur. William Chittick (Ashgate: White Cloud Press, 2007.).
- "Ishmael and the Enlightenment's Crise de Coeur." In Scripture, Reason, and the Contemporary Islam-West Encounter, ur. Basit Bilal Koshul and Steven Kepnes (New York: Palgrave, 2007.).
- "Qur'anic Reasoning as an Academic Practice." Modern Theology 22/3 (2006): 449–463; reprinted in The Promise of Scriptural Reasoning, ur. David Ford and C. C. Pecknold (Malden: Blackwell, 2006.).
- “The Chador of God on Earth: the Metaphysics of the Muslim Veil.” New Blackfriars 85 (2004.): 144–157.
- “Bombing Without Moonlight: the Origins of Suicidal Terrorism.” Encounters 10:1–2 (2004.): 93–126.
- "The Poverty of Fanaticism." In Fundamentalism, and the Betrayal of Tradition, ur. Joseph Lumbard (Bloomington: World Wisdom, 2004.).
- “Readings of the ‘Reading’.” In Scriptures in Dialogue: Christians and Muslims Studying the Bible and the Qur'an Together, ur. Michael Ipgrace (London: Church House Publishing, 2004.), 50–55.
- “Tradition or Extradition? The threat to Muslim-Americans.” In The Empire and the Crescent: Global Implications for a New American Century, ur. Aftab Ahmad Malik (Bristol: Amal Press, 2003.).
- "Muslim Loyalty and Belonging: Some Reflections on the Psychosocial Background." In British Muslims: Loyalty and Belonging, ur. Mohammad Siddique Seddon, Dilwar Hussain, and Nadeem Malik (Leicester: Islamic Foundation; London: Citizens Organising Foundation, 2003.).
- “Pulchra ut luna: some Reflections on the Marian Theme in Muslim-Catholic Dialogue.” Journal of Ecumenical Studies 36/3 (1999.): 439–469.
- “The Last Trump Card: Islam and the Supersession of Other Faiths.” Studies in Interreligious Dialogue 9/2 (1999.): 133–155.
- “Scorning the Prophet goes beyond free speech – it’s an act of violence” Daily Telegraph (17. siječnja 2015.).